# Pergamon

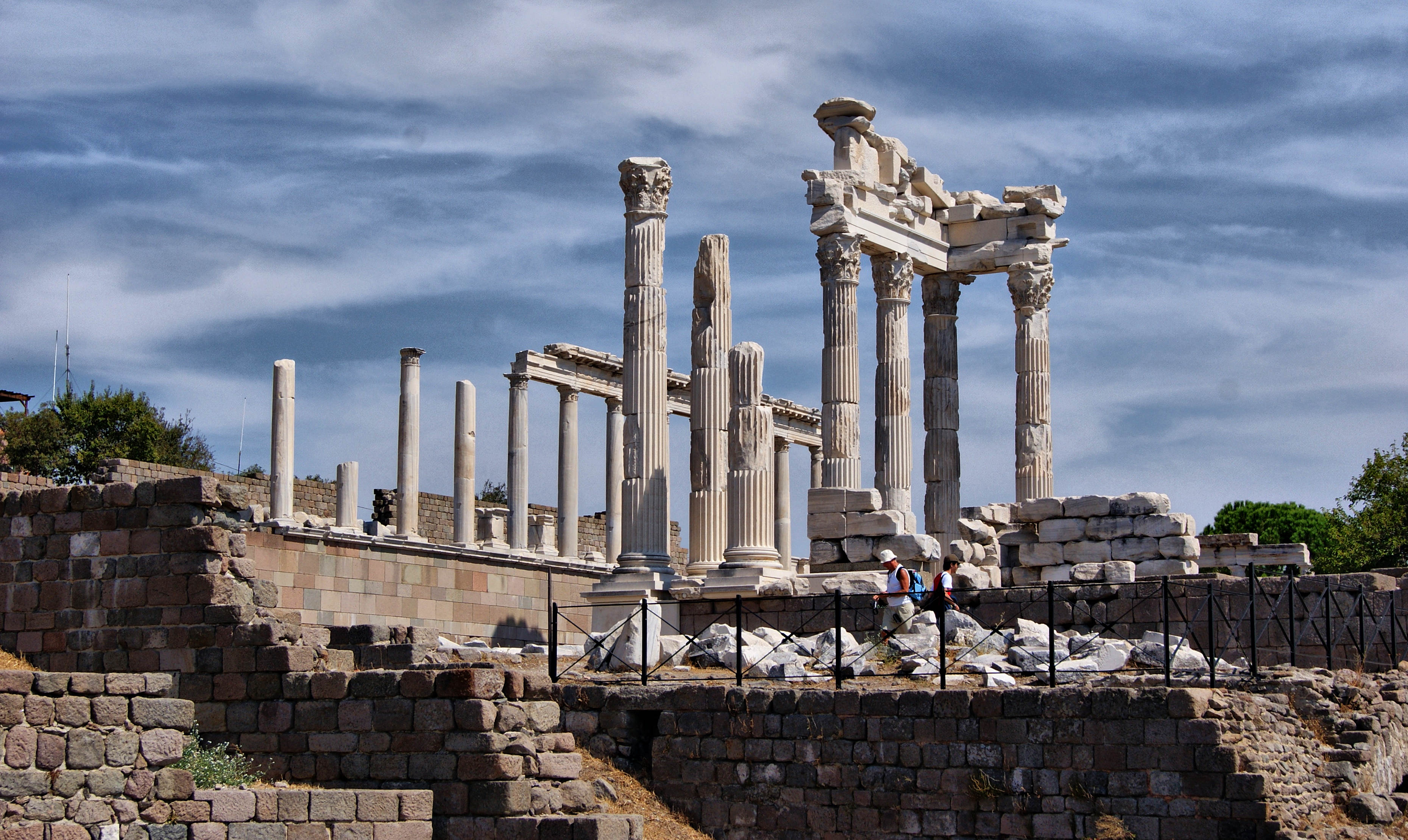
Trajaneum in Pergamon

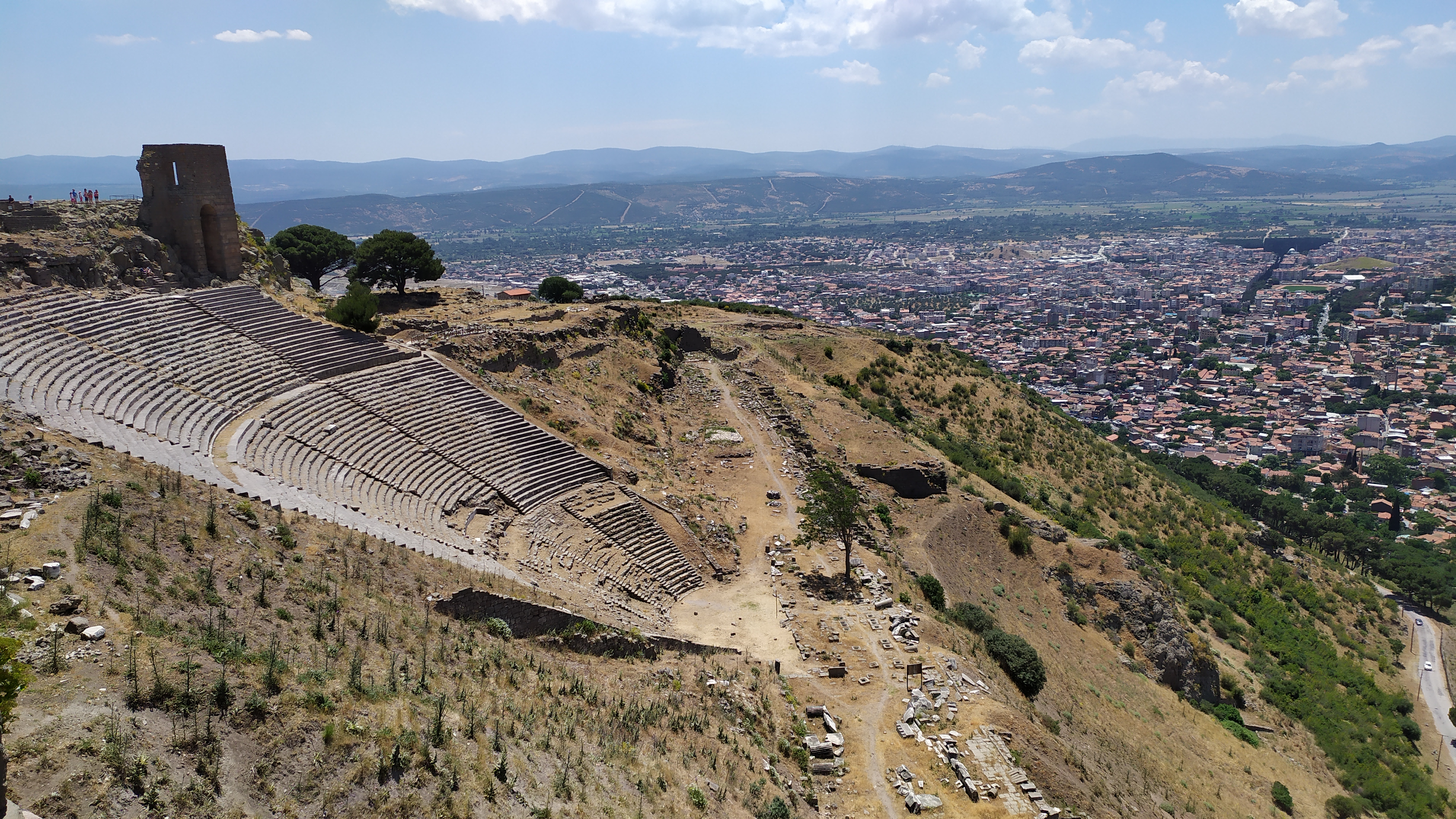
Theater van Pergamon

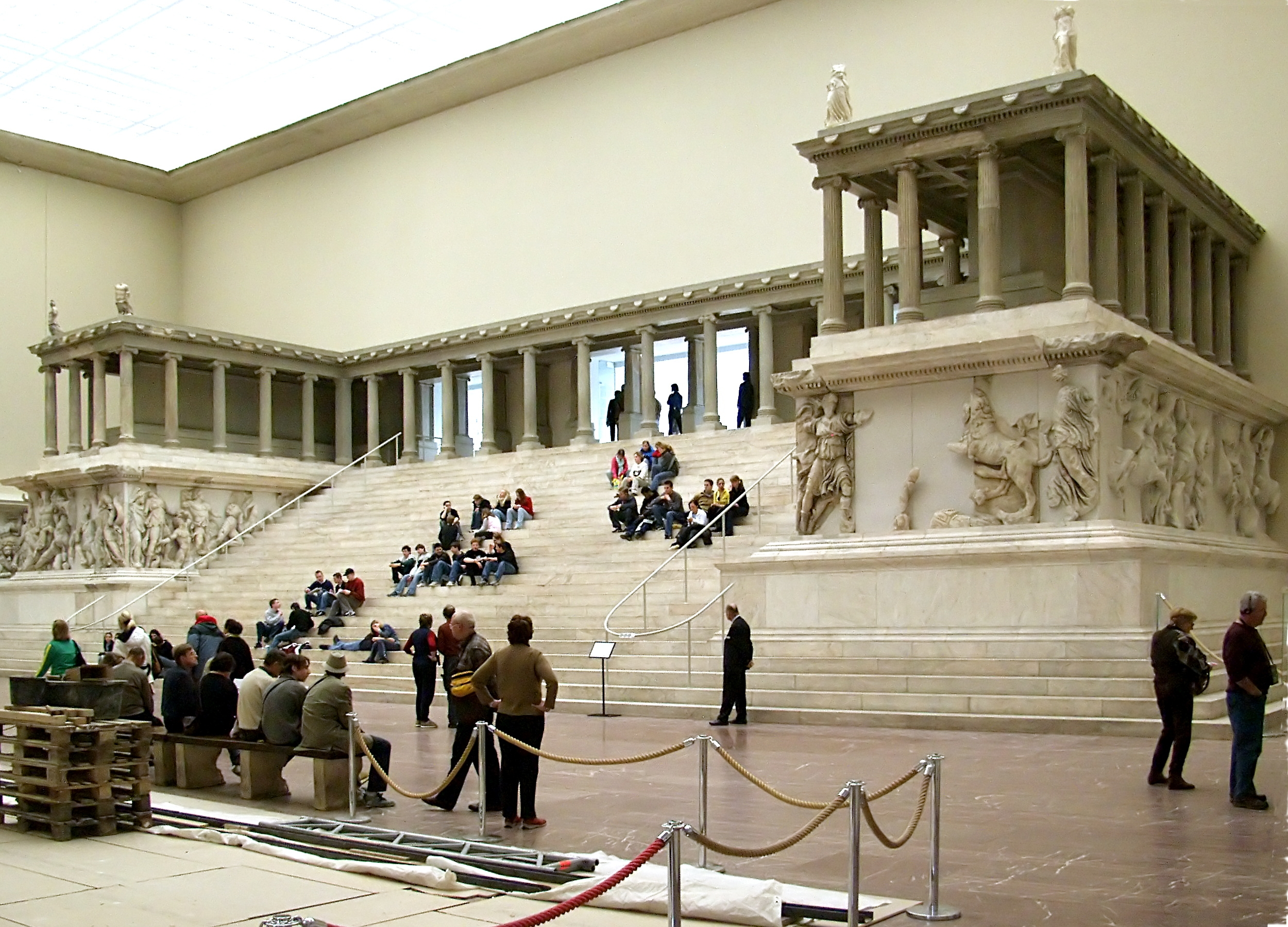
Grote altaar van Pergamon
Pergamonmuseum in Berlijn

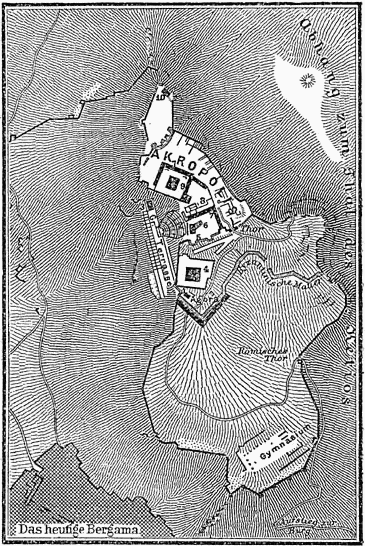
Historische plattegrond van de Akropolis van Pergamon

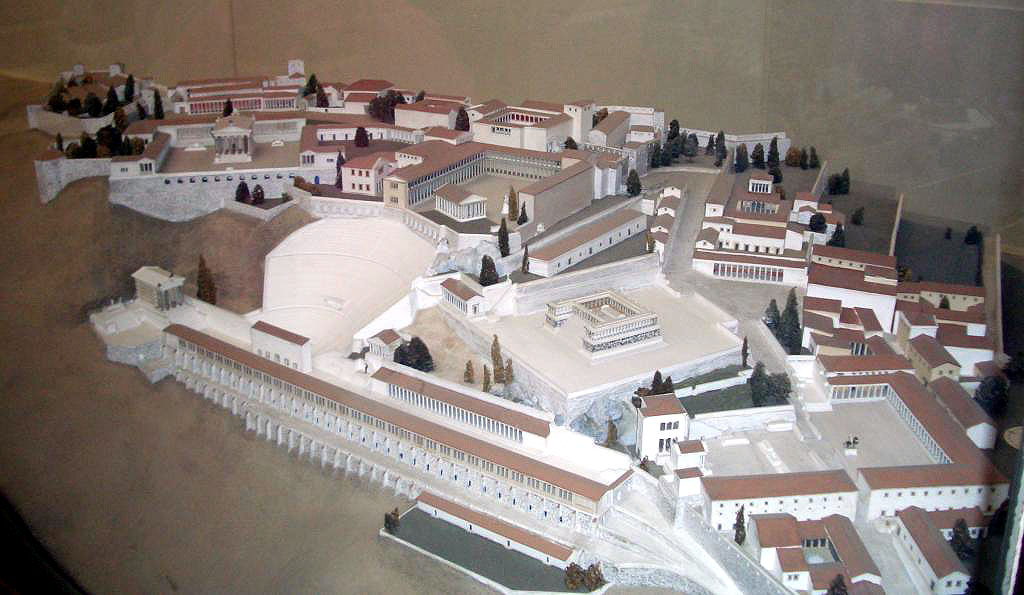
Schaalmodel

Pergamon (Oudgrieks: τὸ Πέργαμον, het Pérgamon, of ἡ Πέργαμος, de Pérgamos, Latijn: Pergamum), het huidige Bergama in Turkije, was in de klassieke oudheid een stad in Mysia in Klein-Azië, die zich na het uiteenvallen van het rijk van Alexander de Grote ontwikkelde tot een rijke en machtige stad. De naam is mogelijk afkomstig van een vóór-Grieks woord dat burcht betekende, want ook de burchtheuvel van Troje werd in de Oudheid zo genoemd.

## Geschiedenis

### Pergamon vóór de Hellenistische periode
Pergamon was oorspronkelijk een kleine heuvelburcht in Mysia, het noordwestelijke deel van Klein-Azië. De eerste aanwijzingen van bewoning stammen uit de achtste eeuw v.Chr. Volgens overleveringen was Pergamon gesticht door Griekse kolonisten, maar dit is onwaarschijnlijk, omdat het 26 kilometer landinwaarts ligt. Pergamon werd voor de hellenistische periode maar sporadisch genoemd. De Perzische koning schonk in 480 v.Chr. de plaats aan de Spartaan Demaratus. Pergamon werd in 339 v.Chr. vermoedelijk door een tiran geregeerd.

### Ontwikkeling naar een onafhankelijk koninkrijk
Pergamon trad na de dood van Alexander de Grote in 323 v.Chr. uit de anonimiteit. Lysimachus, een van zijn generaals, had er een miljoenenschat opgeslagen onder de hoede van Attalus Philetaerus. Deze eigende zich na Lysimachus' dood het geld toe en stichtte, gebruikmakend van de onderlinge verdeeldheid van de diadochen, in 283 v.Chr. het rijk Pergamon, ook het koninkrijk van de Attaliden genoemd. Dit rijk stond aanvankelijk onder controle van de Seleuciden. Eumenes I, neef en adoptiezoon van Philetaerus, wist in 262 v.Chr. de Seleuciden-koning Antiochus I Soter te verslaan en zo van Pergamon een onafhankelijke staat te maken. Het rijk Pergamon omvatte op het toppunt van zijn macht bijna het gehele westen van Klein-Azië. Het bleef wel nodig dat Eumenes I herhaaldelijk naar de wapens greep, tegen zowel de Seleuciden als de Galaten, aan wie hij schatting betaalde om van hun plundertochten verlost te blijven. Zijn neef Attalus I die hem in 241 v.Chr. opvolgde was de eerste die ook officieel de koningstitel aannam. Onder zijn regering werden de Galaten in 230 v.Chr. verslagen. Deze overwinning leverde hem de bijnaam Soter (d.i. Verlosser) op. Na een eerder terugdrijven van de Kelten (onder Brennus) uit Delphi in 279 v.Chr. was door de Grieken als herdenking aan hun redding al het festival van de Soteria ingevoerd.

### Verbond met het Romeinse Rijk
Attalus I koos voor een andere politiek, gericht op het westen en op Rome. Door om Romeinse interventie te vragen tegen Macedonië, bracht hij Pergamon geleidelijk onder Romeinse invloed, haalde hij Rome in de Griekse wereld en maakte aldus de facto een einde aan de zelfstandigheid van de hellenistische diadochenrijken. Koning Eumenes II (197 – 159 v.Chr.) ging verder op de ingeslagen weg. Pergamon werd een regionale grootmacht, maar bleef ook niet meer dan een pion in het politieke schaakbord waarin Rome het spel leidde en de zetten bepaalde. Als trouwe bondgenoot van Rome zegevierde het in 190 v Chr. mee tegen Antiochus III de Grote, en breidde daardoor zijn grondgebied uit met de kustgebieden van diens rijk. Eumenes II wist de Romeinen opnieuw te bewegen tot een militair optreden tegen Macedonië (172 - 171 v.Chr.). Dezelfde politiek bepaalde ook het beleid van de opvolgers Attalus II Philadelphus (159 – 138 v.Chr.) en Attalus III Philometor Euergetes (138 – 133 v.Chr.). Van de korte regering van deze laatste is enkel het einde vermeldenswaardig. Hij stelde namelijk bij testament de SPQR aan als universele erfgenaam van zijn rijk, en maakte daarmee een einde aan het zelfstandige Attalidenrijk. In het jaar 25 stond keizer Tiberius de inwoners van Pergamon toe een tempel op te richten ter ere van hem en van de Senaat.

## Culturele betekenis en uitstraling

### Stadsbeeld
Pergamon werd dankzij de rijkdom en kunstzin der vorsten een centrum van hellenistische cultuur een van de fraaiste steden van de oude wereld, met een rijkdom aan monumentale tempels, fonteinen, gymnasia en andere bouwwerken. De stad bevond zich in een gebied dat rijk was aan graan, olijven, druiven en vee en was gebouwd op een hoogte van 335 meter. De drie oorspronkelijke stadjes waaruit Pergamon bestond, waren met elkaar verbonden via trappen en terrassen, waarop overdekte zuilengangen van twee etages waren gebouwd. Op het bovenste gedeelte van de stad bevonden zich de publieke gebouwen, zoals de agora, het koninklijk paleis, wapenarsenaal, bibliotheek, het theater, de tempels van Dionysos en Athena Polias en het altaar van Zeus. Daaronder bevonden zich een gymnasium, de tempels van Demeter en Hera Basileia, en het Prytaneion. Het laagste gedeelte van de stad was een veelzijdig handelscentrum, waar o.a. parfum, lakens en perkament werd gemaakt.

### Kunst en cultuur
Attalus I legde de grondslagen van de culturele opgang, door letterkundigen, filosofen en kunstenaars aan te trekken en te steunen. Vooral de redenaarsschool, beeldhouwerateliers en Dionysische kunstenaars genoten grote bekendheid. In de vele beelden en beeldengroepen werd de strijd tegen de Galaten, die Pergamum herhaaldelijk bedreigden, vereeuwigd, onder meer in de beroemde Stervende Galliër, afkomstig van Attalus’ zegemonument na de overwinning op de Galaten.

### Beroemde bouwwerken
Vooral beroemd was het grote altaar van Zeus, waarvan het beeldhouwwerk met de voorstelling van de strijd tussen goden en Giganten, en de Telephusfries, ten dele is bewaard. Het werd opgericht door Attalus I (241-197) ter herinnering aan zijn overwinning op de Galaten, die in de reliëfs werden gesymboliseerd door giganten.
De door Eumenes II gestichte bibliotheek was zeer vermaard, te vergelijken met de bibliotheek van Alexandrië. Daarop schortte Egypte de uitvoer van papyrus op. Als vervanging werd voor het eerst in de geschiedenis op grote schaal perkament gebruikt om als schrijfmateriaal te dienen, dat geleidelijk de papyrus heeft verdrongen. Een aanzienlijk deel van het boekenbezit werd op last van Marcus Antonius naar Alexandria overgebracht, als vergoeding voor de verliezen tijdens de burgeroorlog.
In de 2e eeuw na Chr. werd Pergamon druk bezocht om zijn geneeskrachtige bron, waarbij zich een Asklepieion, een heiligdom van Aesculapius bevond. Er werden geesteszieken behandeld door waterdrinken, baden, theater, muziek en suggestie. De medische faculteit stond in hoog aanzien met medewerkers als Galenus.
Het koninklijk paleis was een waar beeldenmuseum.

### Reputatie
Ondanks de welvaart en de culturele bloei hadden brede lagen van de bevolking het in Pergamon niet zo goed als in het Rijk van de Seleuciden, die als de voorvechters van het hellenisme golden. Deze behandeling van de minderbedeelden, alsook het feit dat zij heulden met de Romeinen, maakte dat de meeste Grieken niet hoog opliepen met de Attaliden. Ook onder de Romeinen, na de dood van Attalus III, bleef Pergamon hoofdstad van de provincie Asia. In de Openbaring van Johannes (in 2:12-17, in de eerste eeuw n.Chr. geschreven aan Perganum) wordt eveneens een slechte reputatie van deze stad genoemd.

## Afbeeldingen

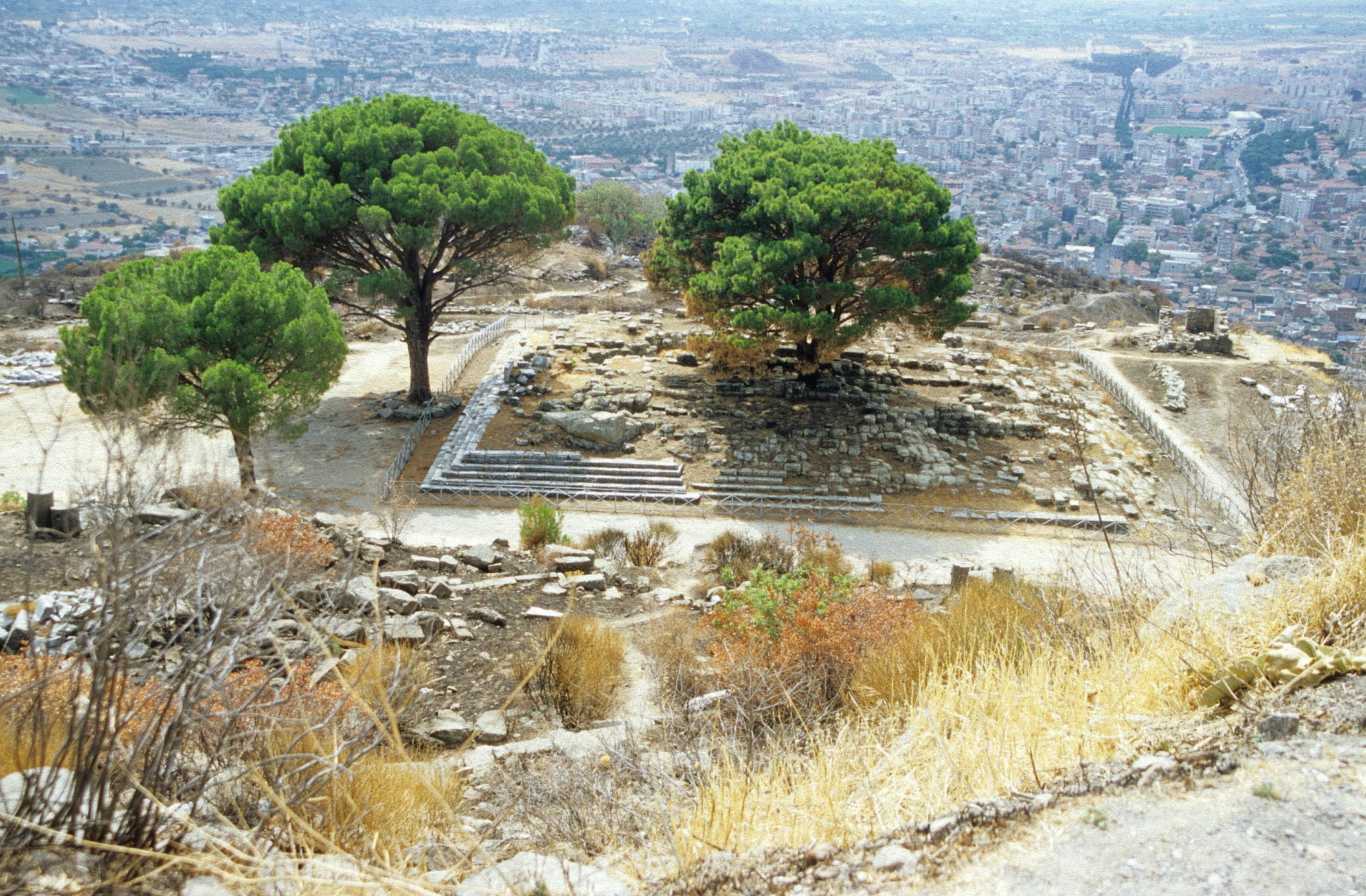
Pergamonaltaar
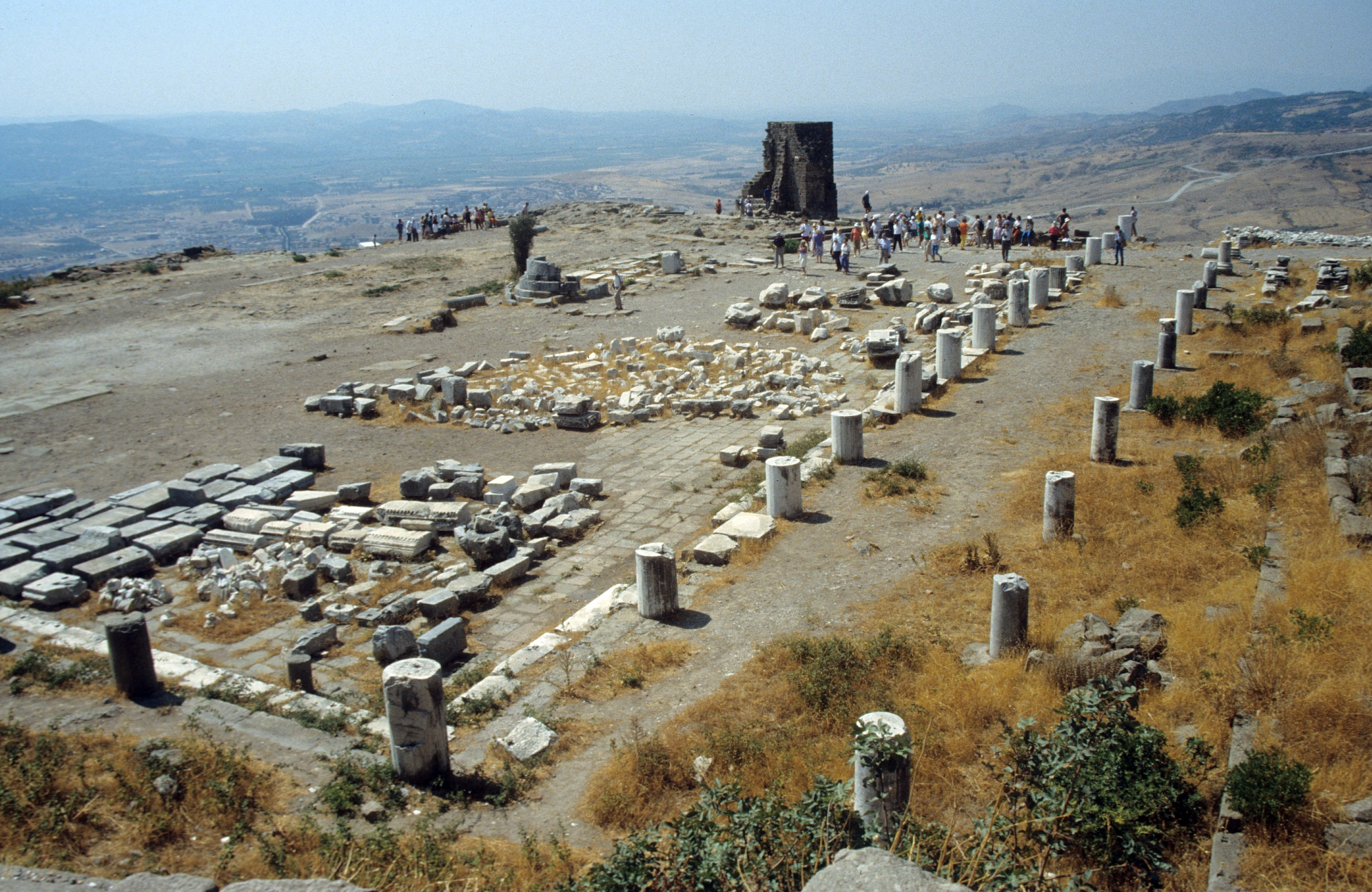
Athenaheiligdom
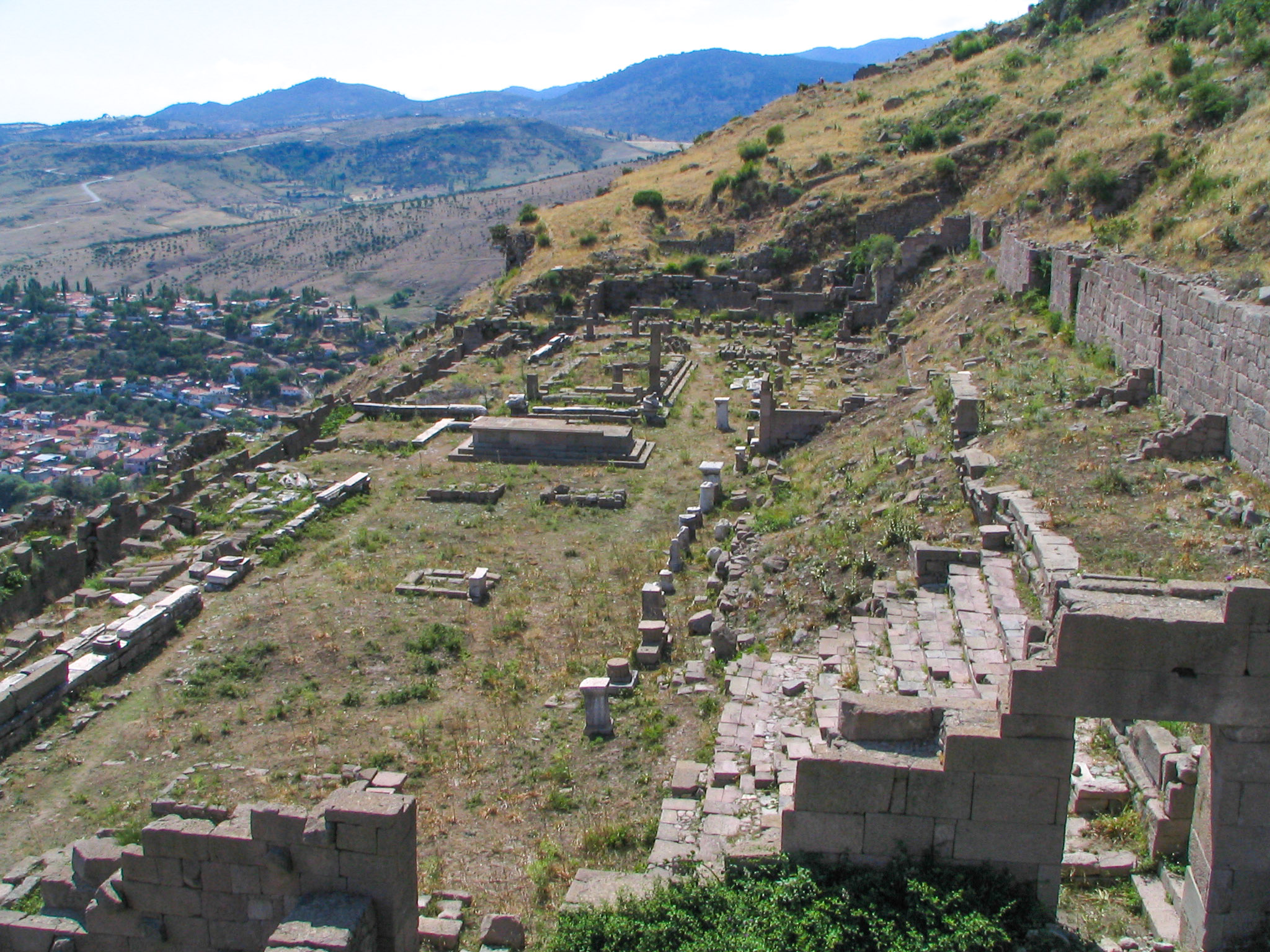
Demeterheiligdom vanuit het oosten gezien
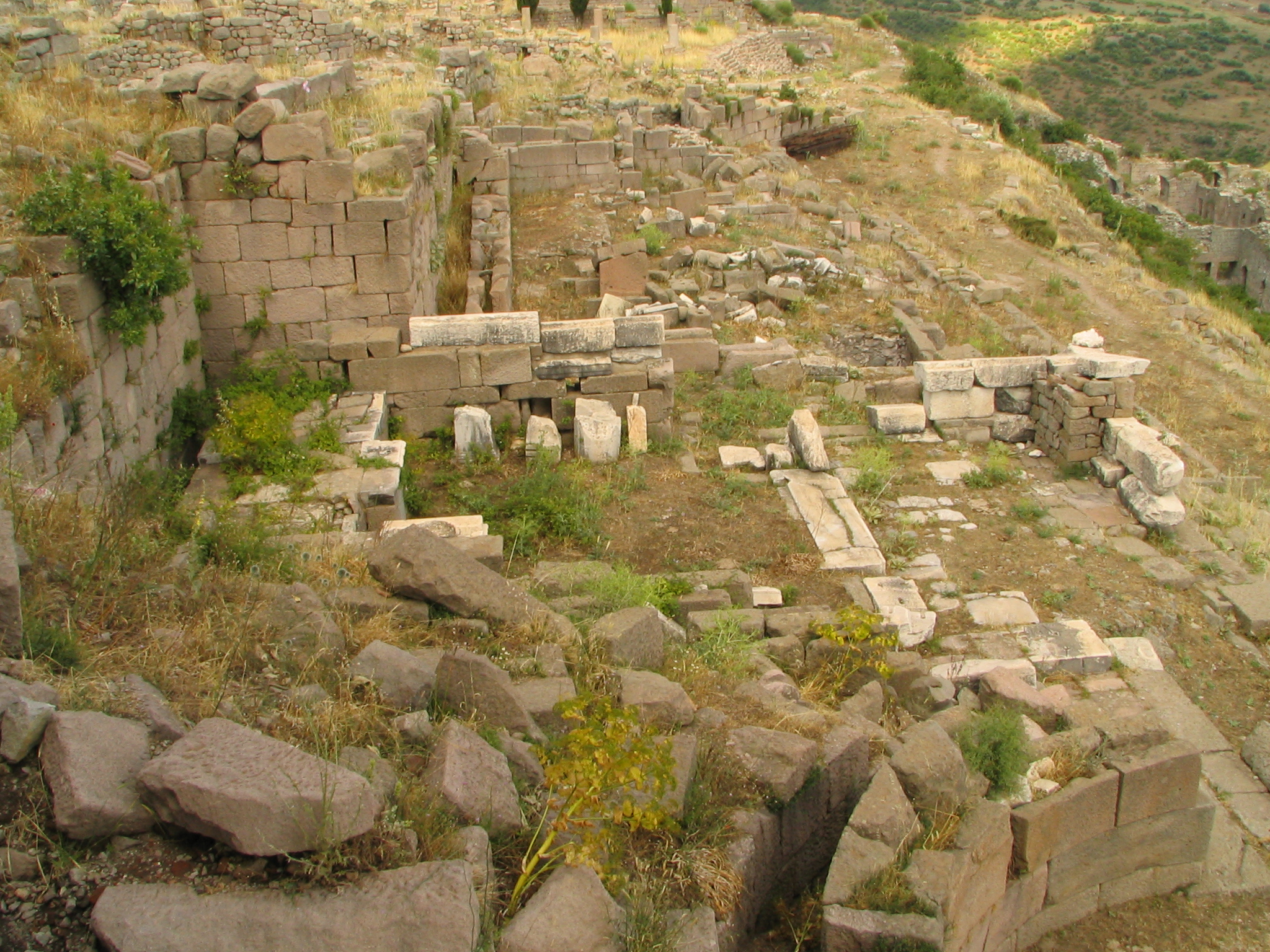
Heratempel en heiligdom vanuit het westen gezien
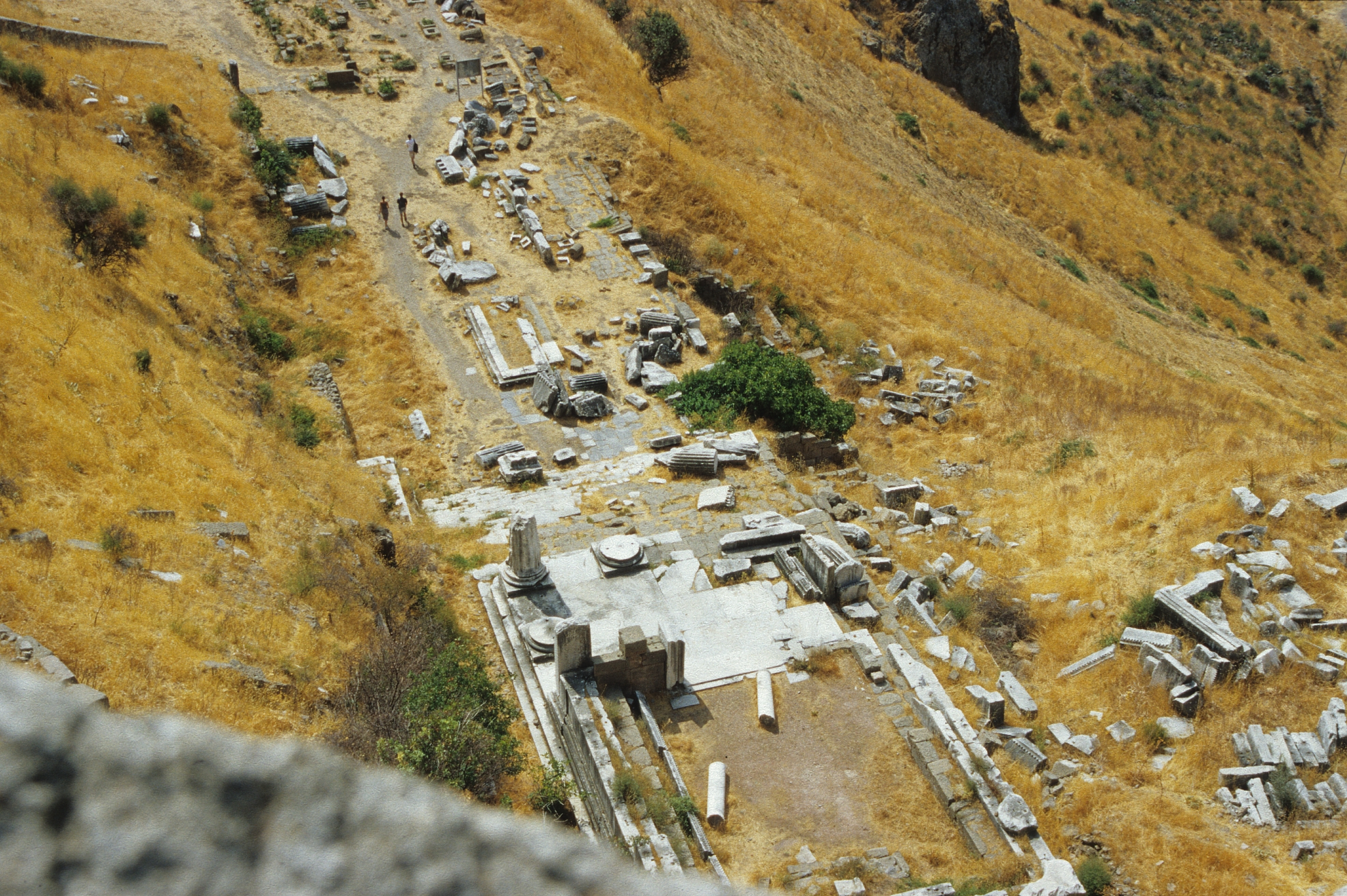
Dionysostempel en het theaterterras
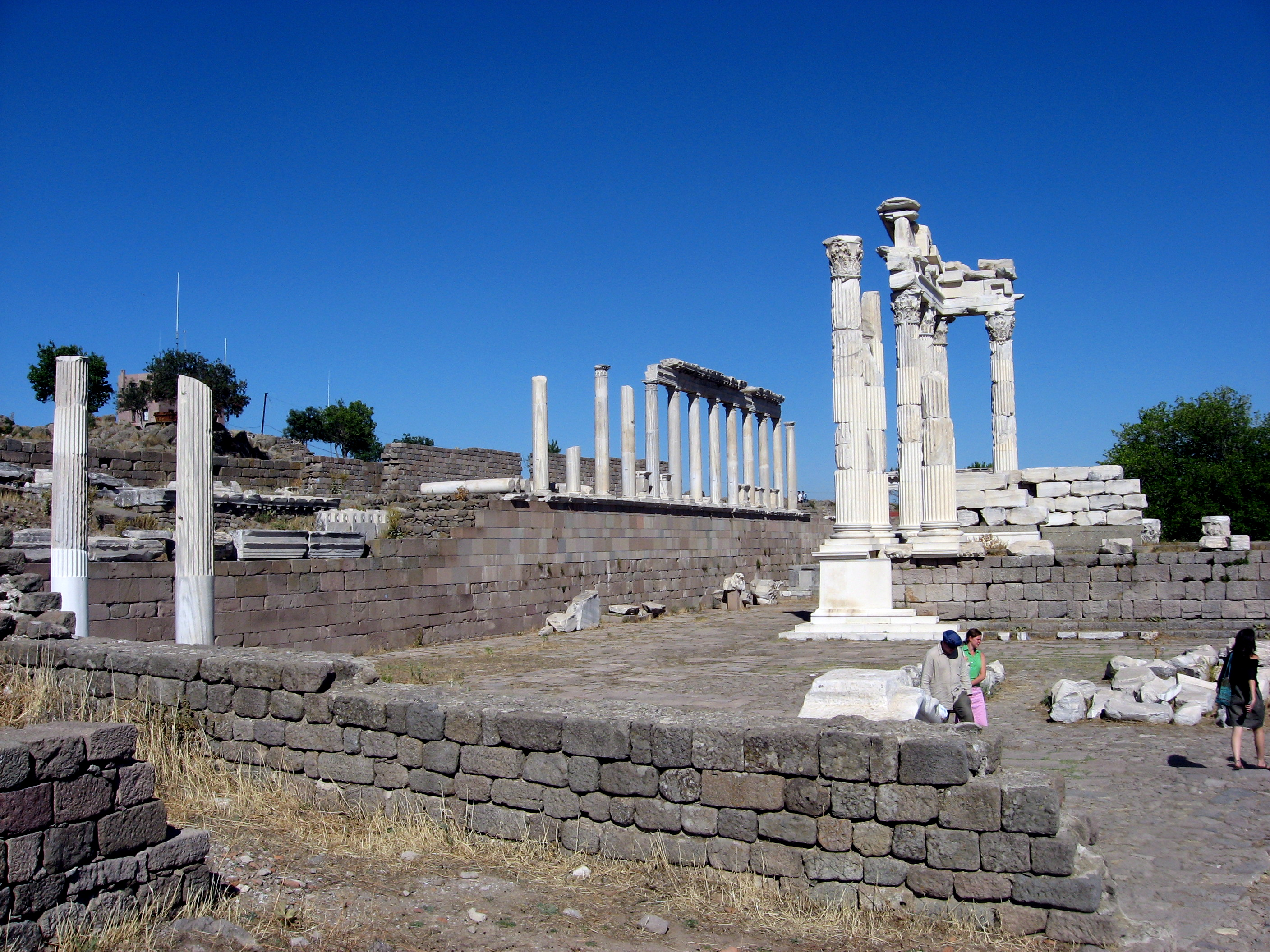
Trajaneum in Pergamon
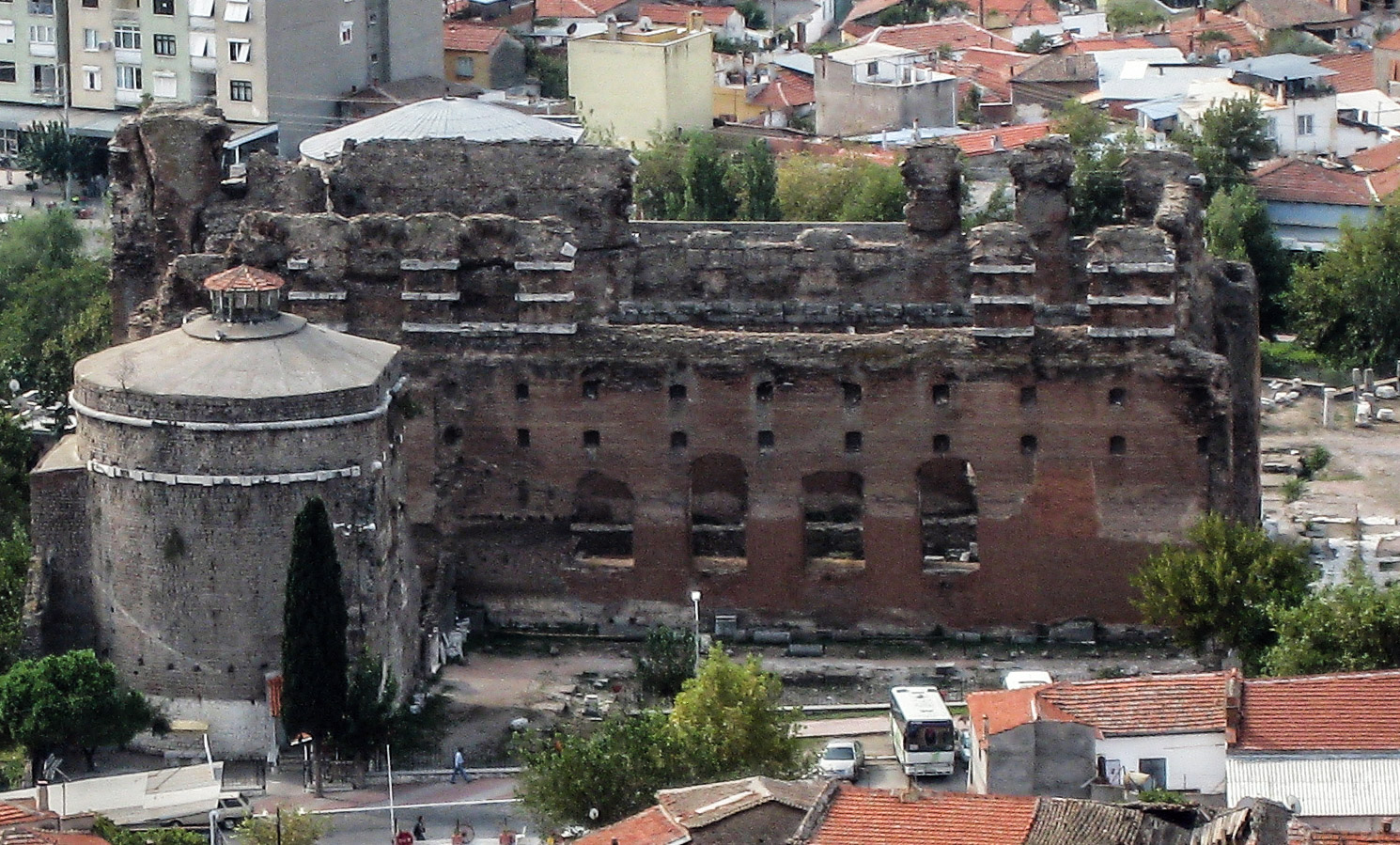
Rode basiliek
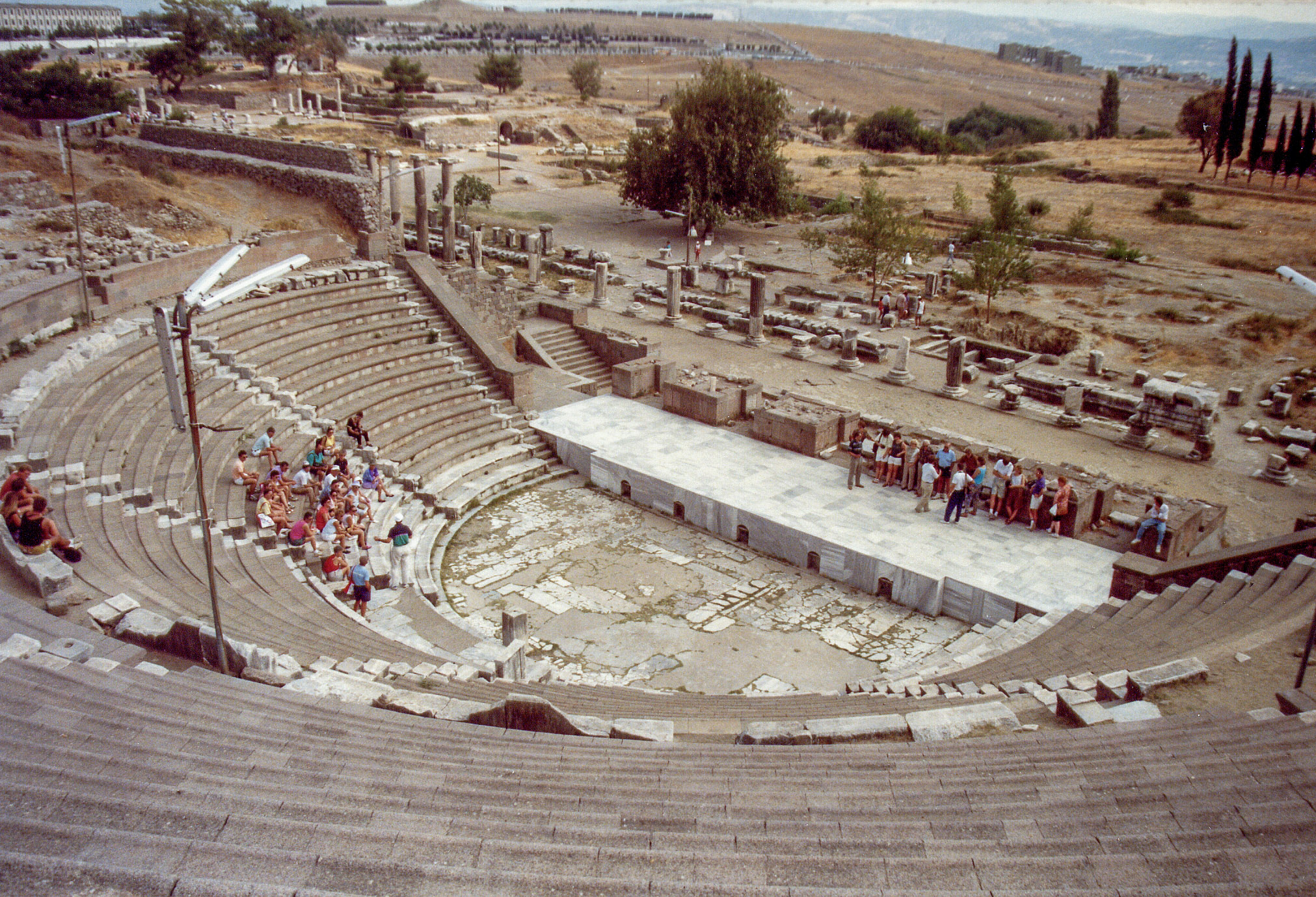
Asklepieion
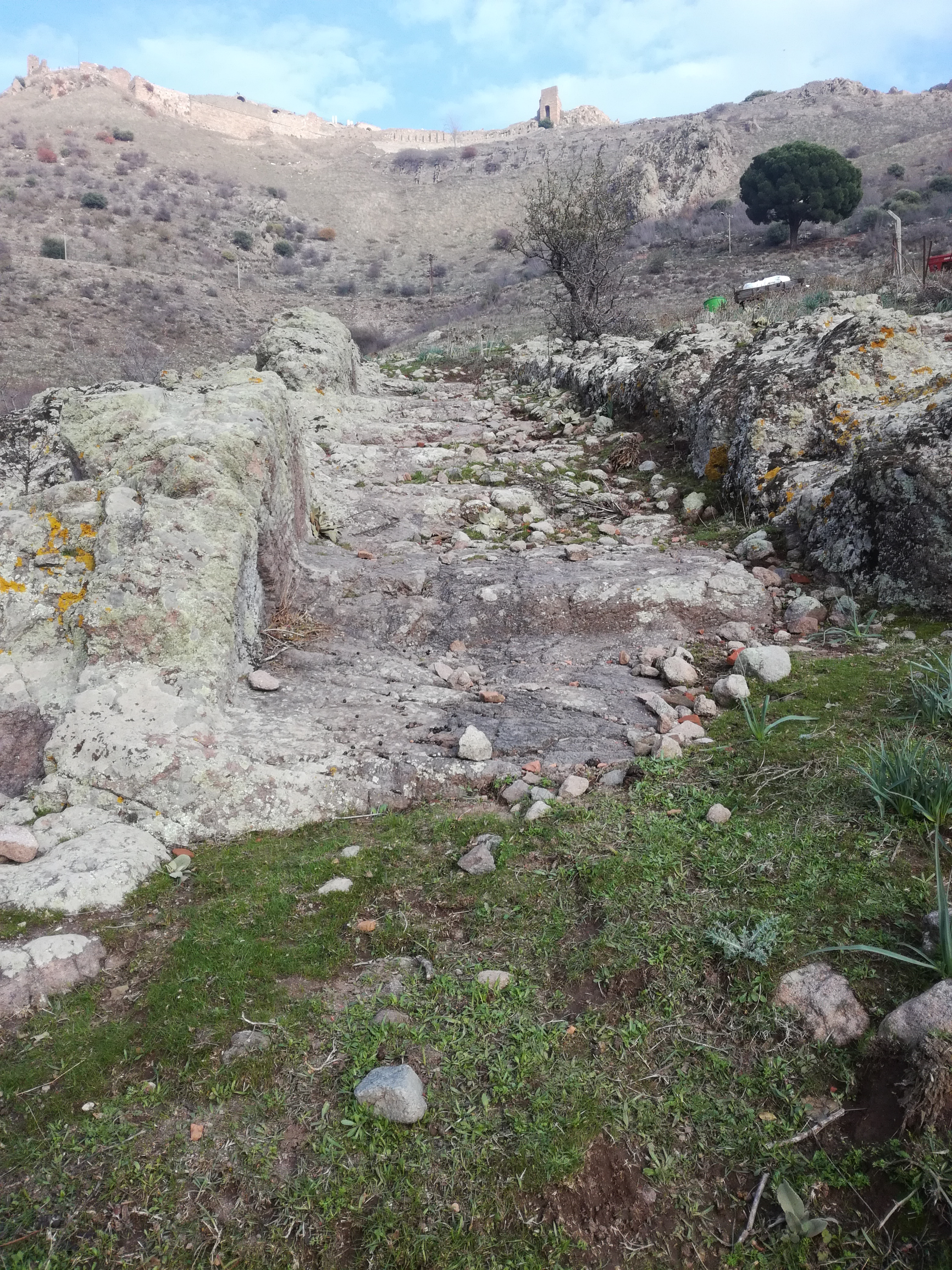

## Websites
- YouTube. Bergama

Nationaal park Göreme en de rotsen van Cappadocië ·
Grote Moskee en Hospitaal van Divrigi ·
Historische gebieden van Istanboel ·
Hattusha, hoofdstad van de Hittieten ·
Nemrut Dağı · 
Hierapolis en Pamukkale · 
Xanthos-Letoon ·
Safranbolu ·
Archeologisch Troje ·
Selimiye-moskee en zijn sociaal complex ·
Site van Çatal Hüyük ·
Bursa en Cumalıkızık: de geboorte van het Ottomaanse Rijk ·
Pergamon en zijn veelgelaagde cultuurlandschap ·
Cultuurlandschap van het Fort van Diyarbakır en de tuinen van Hevsel ·
Efeze ·
Archeologische site van Ani·
Aphrodisias ·
Göbekli Tepe ·
Tell van Arslantepe